# 坂崎利一
坂崎 利一（さかざき りいち、1920年8月21日 - 2002年1月11日）は日本の細菌学者。

## 経歴
- 1920年 8月 - 三重県四日市市生まれ
- 1935年 4月 - 上京、日本獣医学校（現：日本獣医生命科学大学）入学
- 1938年 4月 - 北里研究所に就職
- 1941年 4月 - 日本高等獣医学校（現：日本獣医生命科学大学）卒業
- 1942年 5月 - 応召、京都軽重兵連隊に入隊
- 1942年 5月 - 陸軍獣医学校入学
- 1942年11月 - 原隊復帰
- 1943年12月 - 動員令により出動
- 1944年 5月 - ビルマ上陸
- 1945年 8月 - 終戦、アーロン収容所に慮囚生活
- 1947年 7月 - 復員（7月24日、宇品入港）
- 1947年11月 - 四日市細菌研究所へ就職
- 1948年 9月 - 結婚
- 1950年 5月 - 上京、中村滝公衆衛生研究所へ就職
- 1953年 9月 - 農林省家畜衛生試験場へ入所
- 1958年 2月 - 獣医学博士
- 1959年 3月 - 国立予防衛生研究所へ転出
- 1980年 FarmerがE. cloacae とは異なる細菌であるということを報告し、坂崎にグラム陰性細菌の研究に多大な功績があったとし献名 、Enterobacter sakazakii と命名
- 1998年11月 - 「腸管病原菌および日和見病原菌の研究」にて、第42回野口英世記念医学賞受賞[2]
- 2002年1月 - 急性肺炎のため死去[1]
- 2008年　Iversen らによって Cronobacter属 が新設され、E. sakazakii は Cronobacter属 の複数の種に分割される

## 著書・訳書
- 坂崎利一・三木寛二・吉崎悦郎 著　新　細菌培地学講座・上　近代出版; 第2版 (1986/11) ISBN 978-4874024546
- 坂崎利一・三木寛二・吉崎悦郎 著　新　細菌培地学講座・下1　近代出版; 第2版 (1988/08) ISBN 978-4874024645
- 坂崎利一・田村和満 著　腸内細菌 上巻　概論・Salmonella属　近代出版; 第3版 (1992/05)　ISBN 978-4874024805
- 坂崎利一・田村和満 著　腸内細菌 下巻　近代出版; 第3版 (1992/06)　ISBN 978-4874024843
- 坂崎利一・那須勝著　臨床医のための臨床微生物学　フジメディカル出版 (2002/06)　ISBN 978-4939048166
- G.I.Barrow & R.K.A.Feltham eds; 坂崎利一訳　Cowan and Steel's医学細菌同定の手引き 近代出版; 第3版 (1993/11) ISBN 978-4874024874